# Sal Simbaciã
Sal Simbaciã Arranxaique (em armênio/arménio:  Սահլ Սմբատյան Եռանշահիկ, em fontes árabes: Sahl ibn Sunbat ou Sahl ibn Sunbat al-Armaniyy, que é o nome armênio distorcido Isaac Simbaciã; séc. IX, local desconhecido - c. 855, local desconhecido) foi um iscano armênio de Arrã e Xaqui que desempenhou um papel considerável na história do Cáucaso oriental durante o século IX e foi o ancestral da Casa de Khachen estabelecida em 821.

## Nome
Simbaciã armênio ou árabe ibne Sumbate (ibn Sunbat) era o nome paterno de Sal - Simbaque (Simbac) é derivado do nome próprio pálavi Sumbade (Sunbādh), Simbade (Sinbad). Árabe: Sal "Máscara" é a forma árabe de seu nome, Isaque.

## Origem
Moisés de Calancatua escreveu que Sal Simbaciã era descendente da antiga casa armênia dos Arranxaíquidas (ela própria um ramo da dinastia Siúnida). Esta dinastia teve uma rivalidade de sangue com a dinastia Mirrânida. Segundo a tradição, no início do século VII os Mirrânidas convidaram 60 homens dos Arranxaíquidas para um banquete e mataram todos eles, com exceção de Zarmir Arranxaíque, que se casou com uma princesa Mirrânida. Conseqüentemente, a família Mirrânida tornou-se príncipes de Gardamana e príncipes presidentes de toda a Albânia caucasiana. Sal Simbaciã era descendente de Zarmir Arranxaíque.
Conseqüentemente, a Casa de Khachen é considerada um ramo cadete da casa de Arranxaíque. Embora alguns historiadores façam uma diferença entre Sal de Xaqui e Isaque de Siunique. De acordo com o historiador Robert H. Hewsen, Sal era um príncipe Siúnida, que capturou Gelarcúnia dos domínios da família Siúnida e estabeleceu um principado para si.
Quando Sal chegou ao poder, o poder da família Mirrânida já estava enfraquecendo. Em 822, o último herdeiro desta família, a princesa Spram Mirrâniã, casou-se com o filho de Sal, Adanarses I, na fortaleza de Khachen. Posteriormente, o novo principado expandiu-se para o leste e incluiu Artsaque e Gardamana.

## Reinado
Nas fontes armênias, Sal Simbaciã e seus irmãos são lembrados por suas batalhas bem-sucedidas contra os invasores inimigos nas montanhas de Artsaque. O primeiro confronto conhecido entre Sal e o exército árabe ocorreu em 822, quando este último invadiu o gavar de Amaras. O domínio árabe na região foi substancialmente enfraquecido devido à revolta de Pabeco, o Curramita no Azerbaijão iraniano (822-837). Pabeco casou-se com a filha de Vasaque, Príncipe de Siunique, e lutou com ele contra a conquista islâmica da Pérsia.[carece de fontes?] No entanto, após a morte de Vasaque (em 822), Pabeco tentou dominar Siunique e Artsaque, e em 826-831 cometeu atrocidades contra os revoltados armênios de Balque, Gelarcúnia e Lachin (os três gavares de Siunique). Nesse relato, Pabeco foi descrito como "a fera assassina, devastadora do mundo e sedenta de sangue" pelo historiógrafo armênio Moisés de Calancatua. Os armênios continuaram a luta contra Pabeco nos gavares de Artsaque.
Em 837-838, Alafexim, o proeminente general do califa abássida Almotácime, foi enviado à Arménia para lutar contra Pabeco. Após uma derrota esmagadora, Pabeco refugiou-se nas montanhas controladas por Sal Simbaciã, que, no entanto, o capturou e se rendeu a Alafexim. Sal recebeu 1.000.000 de dirrãs de prata como recompensa de Alafexim. De acordo com Moisés de Calancatua, o Califado atribuiu-lhe a soberania sobre a Armênia, a Geórgia e a Albânia.

## Exílio
Em 854, de acordo com Tomás Arzerúnio, Sal Simbaciã e muitos outros príncipes da Armênia (incluindo Adanarses de Khachen e Esayi Abu-Muse de Ktish) foram capturados por Buga Alcabir, o comandante turco do califa abássida Mutavaquil, e exilado em Samarra. Adanarses logo retornaria a Sodique. O destino de Sal Simbaciã é desconhecido, embora ele tenha morrido algum tempo depois de 855.